# Limonia sylvicola
Limonia sylvicola is een tweevleugelige uit de familie steltmuggen (Limoniidae). De soort komt voor in het Palearctisch gebied.